# Траке
Траке е нимфа свързвана с баянията и билките. Според легендата тази нимфа можела да премахва всякакви страдания чрез използването на билки, но от друга страна и да ги причинява. За пръв път наименованието Траке се среща в работата на древния летописец Ариан, живял 97 – 175 г. В творбата си История на Витиния, той разказва за красивата нимфа и нейните способности. По името ѝ гърците назовават страната Тракия, която по-рано наричали Перке.